# Пам'ятки археології Вовчанського району
У Вовчанській міській громаді Харківської області на обліку перебуває 66 пам'яток археології.
| № з/п | Охоронний № | Місцезнаходження об'єкту | Назва об'єкту | Дослідник, рік обстеження                                                                                                  | Розміри                                                                      | Кат                           | Рішення Харківського ОВК, накази УКіТ  | Охоронна зона: розміри, Рішення Харківського ОВК, накази УКіТ                 |  |
| ----- | --- | --- | --- | --- | ---------------------------------------------------------------------------- | ----------------------------- | -------------------------------------- | ----------------------------------------------------------------------------- |  |
| 1.    | 609 | м. Вовчанськ, на схід від мосту від вапнякового заводу в урочищі Городище                                                                                                   | Городище салтівської культури. VIII-X ст. | Бабенко В.О., археол. 1903р.                                                                                               | Площа – 36 га                                                                | Місцева                       | №61 від 25.01.72р.                     | 50м.№ 33 від 23.01.84р.                                                       |  |
| 2.    | 611 | м. Вовчанськ, східна околиця міста в кінці вул. Кірова | Поселення салтівської культури “Чаплиївка”. VIII-X ст. | Кадєєв В.І., д.і.н. 1955р.                                                                                                 | Площа не встановлена                                                         | -<<-                          | -<<-                                   | 50 м.№ 197 від 16.04.84р.                                                     |  |
| 3.    | 1919 | м. Вовчанськ | Кургани. 16. III тис. до н.е. – I тис. н.е. | Багалій Д.І., історик. 1905р.                                                                                              | Вис. 1,0-2,8 м                                                               | -<<-                          | №196 від 16.04.84р.                    | 50 м.№ 197 від 16.04.84р.                                                     |  |
| 4.    | 1922 | с. Бережне | Кургани. 5. III тис. до н.е. – I тис. н.е. | Шрамко Б.А. та інші.1977р                                                                                                  | Вис. 1,2-3,0 м                                                               | -<<-                          | -<<-                                   | 50 м.№ 197 від 16.04.84р.                                                     |  |
| 5.    | 1921 | смт Білий Колодязь | Кургани. 7. III тис. до н.е. – I тис. н.е. | Багалій Д.І., історик. 1905 р.                                                                                             | Вис. 0,5-1,5 м                                                               | -<<-                          | -<<-                                   | 50 м.№ 197 від 16.04.84р.                                                     |  |
| 6.    | 2540 | с. Благодатне | Поселення двошарове: доби бронзи та салтівської культури. II тис. до н.е., VIII-X ст.                                                                                       | |                                                                              | Площа не встановлена          | -<<-                                   | №975 від 18.09.97р.                                                           |  |
| 7.    | 620 | с. Бочкове за 1,5 км на захід від села біля птахоферми | Могильник ґрунтовий салтівської культури. VIII-X ст. | Міхеєв В.К. д.і.н. 1962р.                                                                                                  | -<<-                                                                         | -<<-                          | №61 від 25.01.72 р.                    | 50 м.№ 197 від 16.04.84р.                                                     |  |
| 8.    | 1918 | с. Бугруватка | Поселення двошарове: доби бронзи і салтівської культури. II тис. до н.е., VIII-X ст.                                                                                        | Коленченко Н.Г., археол.                                                                                                   | Площа – 300х70 м                                                             | -<<-                          | №196 від 16.04.84р.                    | 50 м.№ 197 від 16.04.84р.                                                     |  |
| 9.    | 1923 | с. Варварівка | Кургани. 21. III тис. до н.е. – I тис. н.е. | Шрамко Б.А. та інші.1977р                                                                                                  | Вис. 0,3-2,2 м                                                               | -<<-                          | -<<-                                   | 50 м.№ 197 від 16.04.84р.                                                     |  |
| 10.   | 200017-Н | с. Верхній Салтів | Верхньосалтівський археологічний комплекс: городище, могильник катакомбний салтівської культури. VIII-X ст.                                                                 | “Книга Большому Чертежу”. XVII ст.Бабенко В.О., археол. 1900р.                                                             | Загальна площа 120 га. Городище - 290х140 м Могильник – 700х700х500 м; 300 м | Національне                   | Постанова КМУ № 928 від 03.09.09р.     | 50м.№ 33 від 23.01.84р.                                                       |  |
| 11.   | 2547 | с. Верхній Салтів, урочище “Єндола”, за 3,0 км на захід від села | Курган. III тис. до н.е. – I тис. н.е. | Шрамко Б.А. та інші.1977р                                                                                                  | Вис. 1,0 м                                                                   | Місцева                       | №975 від 18.09.97р.                    | 50м.№ 33 від 23.01.84р.                                                       |  |
| 12.   | 610 | с. Верхня Писарівка, на піщаній дюні в поймі лівого берега р. Сів. Дінця | Поселення бондарихинської культури. Кін.II тис. до н.е. – поч. I тис. до н.е.                                                                                               | Шрамко Б.А. д.і.н. 1959р.                                                                                                  | Площа не встановлена                                                         | -<<-                          | №61 від 25.01.72р.                     | 50 м.№ 197 від 16.04.84р.                                                     |  |
| 13.   | 2541 | с. Верхня Писарівка, урочище “Задонецьке” | Поселення салтівської культури. VIII-X ст. | Тєлєгін Д.Я., д.і.н., Пузаков Є.В., археол., Міхеєв В.К., д.і.н., 1959р.                                                   | -<<-                                                                         | -<<-                          | №975 від 18.09.97р.                    |                                                                               |  |
| 14.   | 1925 | с. Вовчанські Хутори | Кургани. 26. III тис. до н.е. – I тис. н.е. | Багалій Д.І., історик. 1905р.                                                                                              | Вис. 0,5–2,6 м                                                               | -<<-                          | №196 від 16.04.84р.                    | 50 м.№ 197 від 16.04.84р.                                                     |  |
| 15.   | 1924 | с. Волохівка Волохівської с/р | Кургани. 14. III тис. до н.е. – I тис. н.е. | Багалій Д.І., історик. 1905р.                                                                                              | Вис. 0,7-3,0 м                                                               | -<<-                          | -<<-                                   | 50 м.№ 197 від 16.04.84р.                                                     |  |
| 16.   | 1920 | с. Ганнопілля Петропавлівської с/р | Кургани. 2. III тис. до н.е. – I тис. н.е. | Багалій Д.І., історик. 1905р.                                                                                              | Вис. 0,9–2,8 м                                                               | -<<-                          | -<<-                                   | 50 м.№ 197 від 16.04.84р.                                                     |  |
| 17.   | 1926 | с. Гонтарівка Гонтарівської с/р | Курган. III тис. до н.е. – I тис. н.е. | Бородулін В.Г., археол.1983р.                                                                                              | Вис. 0,5-1,2 м                                                               | -<<-                          | -<<-                                   | 50 м.№ 197 від 16.04.84р.                                                     |  |
| 18.   | 1927 | с. Караїчне Волохівської с/р | Кургани. 4. III тис. до н.е. – I тис. н.е. | Шрамко Б.А. та інші.1977р                                                                                                  | Вис. 0,6-1,0 м                                                               | -<<-                          | -<<-                                   | 50 м.№ 197 від 16.04.84р.                                                     |  |
| 19.   | 1928 | с. Котівка Котівської с/р | Кургани. 2. III тис. до н.е. – I тис. н.е. | -<<- | Вис. 1,0-1,5 м                                                               | -<<-                          | -<<-                                   | 50 м.№ 197 від 16.04.84р.                                                     |  |
| 20.   | 612 | с. Металівка Старосалтівської сел/р | Поселення салтівської культури VIII-X ст. | Шрамко Б.А., д.і.н. 1959р.                                                                                                 | Площа 1500х500 м                                                             | -<<-                          | №61 від 25.01.72р.                     | 50 м.№ 197 від 16.04.84р.                                                     |  |
| 21.   | 2543 | с. Металівка Старосалтівської сел/р | Могильник ґрунтовий салтівської культури VIII-X ст. | Березовець Д.Т., к.і.н. 1959р.                                                                                             | Площа 14 га                                                                  | -<<-                          | №975 від 18.09.97р.                    |                                                                               |  |
| 22.   | 607 | с. Огірцеве, Гатищенської с/р на півд від села | Поселення неолітичне. VI-IV тис. до н.е. | Шрамко Б.А., д.і.н. 1959р.                                                                                                 | Площа 120х70 м                                                               | -<<-                          | №61 від 25.01.72р.                     | 50 м.№ 197 від 16.04.84р.                                                     |  |
| 23.   | 613 | с. Огірцеве, Гатищенської с/р, за 2,5 км на північ від села | Поселення черняхівської культури. II-IV ст. | Тєлєгін Д.Я., д.і.н., Шрамко Б.А., д.і.н. 1959р.                                                                           | Площа 320х130 м                                                              | -<<-                          | -<<-                                   | 50 м.№ 197 від 16.04.84р.                                                     |  |
| 24.   | 1929 | с. Паськівка Гонтарівської с/р | Кургани. 5. III тис. до н.е. – I тис. н.е. | Бородулін В.Г., археол. 1983р.                                                                                             | Вис. 1,4-1,5 м                                                               | -<<-                          | №196 від 16.04.84р.                    | 50 м.№ 197 від 16.04.84р.                                                     |  |
| 25.   | 614 | колишнє с. Перше Травня Іванівської с/р за 4 км на захід від села | Поселення 1 салтівської культури. VIII-X ст. | Шрамко Б.А., д.і.н. 1956р.                                                                                                 | Площа не встановлена                                                         | -<<-                          | №61 від 25.01.72р.                     | 50 м.№ 197 від 16.04.84р.                                                     |  |
| 26.   | 615 | колишнє с. Перше Травня Іванівської с/р за 1 км на півн-захід від села | Поселення 2 салтівської культури. VIII-X ст. | Шрамко Б.А., д.і.н. 1956р.                                                                                                 | Площа не встановлена                                                         | -<<-                          | №61 від 25.01.72р.                     | 50 м.№ 197 від 16.04.84р.                                                     |  |
| 27.   | 2545 | с. Піщане | Кургани. 2. III тис. до н.е. – I тис. н.е. | Шрамко Б.А. та інші.1977р                                                                                                  | Вис. 0,5-1,0 м                                                               | -<<-                          | №975 від 18.09.97р.                    |                                                                               |  |
| 28.   | 1930 | с. Погоріле | Кургани. 9. III тис. до н.е. – I тис. н.е. | Бородулін В.Г., археол. 1983р.                                                                                             | Вис. 0,5-1,0 м                                                               | -<<-                          | №196 від 16.04.84р.                    | 50 м.№ 197 від 16.04.84р.                                                     |  |
| 29.   | 1931 | с. Покаляне | Кургани. 11. III тис. до н.е. – I тис. н.е. | Бородулін В.Г., археол. 1983р.                                                                                             | Вис. 0,6-2,4 м                                                               | -<<-                          | -<<-                                   | 50 м.№ 197 від 16.04.84р.                                                     |  |
| 30.   | 2239 | с. Бугаївка | Кургани. 8. III тис. до н.е. – I тис. н.е. | -<<- | Вис. 0,2-2,0 м                                                               | -<<-                          | №183 від 20.04.87р.                    | 50 м.№184 від 20.04.84р.                                                      |  |
| 31.   | 2238 | с. Рубіжне | Могильник ґрунтовий салтівської культури. VIII-X ст. | Бородулін В.Г., археол. 1987р.                                                                                             | Площа не встановлена                                                         | -<<-                          | -<<-                                   | 50 м.№184 від 20.04.84р.                                                      |  |
| 32.   | 2542 | смт Старий Салтів | Поселення зрубної та бондарихинської культури. 2-га пол. II тис. до н.е., XII-VIII ст. до н.е.                                                                              | Ляпушкін І.І., д.і.н. 1948р.                                                                                               | Площа 110,0х60,0 м                                                           | Місцева                       | №975 від 18.09.97р.                    |                                                                               |  |
| 33.   | 2544 | смт. Старий Салтів, 2 км на південь від селища | Городище салтівської культури. VIII-X ст. | Багалій Д.І., історик. 1905р.                                                                                              | Площа 120х70 м                                                               | -<<-                          | -<<-                                   |                                                                               |  |
| 34.   | 1828 | смт. Старий Салтів | Могильник ґрунтовий салтівської культури. VIII-X ст. | Бородулін В.Г., археол. 1982р.                                                                                             | Площа 160х120 м                                                              | -<<-                          | №328 від 23.05.83р.                    | 50м.№ 33 від 23.01.84р.                                                       |  |
| 35.   | 616 | с. Стариця Перша, біля шляху в с. Бургуватка | Поселення двошарове: доби бронзи та салтівської культури. Кін. II тис. до н.е., VIII-X ст. н.е.                                                                             | Шрамко Б.А., д.і.н. 1959р.                                                                                                 | Площа 150х80 м                                                               | -<<-                          | №61 від 25.01.72р.                     | 50 м.№ 197 від 16.04.84р.                                                     |  |
| 36.   | 617 | с. Стариця Друга, на під від села біля лісу | Поселення двошарове: доби бронзи та салтівської культури. Кін. II тис. до н.е., VIII-X ст. н.е.                                                                             | Шрамко Б.А., д.і.н. 1959р.                                                                                                 | Площа не встановлена                                                         | -<<-                          | -<<-                                   | 50 м.№ 197 від 16.04.84р.                                                     |  |
| 37.   | 1932 | с. Томахівка | Курган. III тис. до н.е. – I тис. н.е. | Бородулін В.Г., археол. 1983р.                                                                                             | Вис. 3,0 м                                                                   | -<<-                          | №196 від 16.04.84р.                    | 50 м.№ 197 від 16.04.84р.                                                     |  |
| 38.   | 2240 | с. Федорівка | Кургани. 3.III тис. до н.е. – I тис. н.е. | Бородулін В.Г., археол. 1983р.                                                                                             | Вис. 0,3-1,0 м                                                               | -<<-                          | №183 від 20.04.87р.                    | 50 м.№184 від 20.04.84р.                                                      |  |
| 39.   | 2546 | с. Федорівка | Курган. III тис. до н.е. – I тис. н.е. | Бородулін В.Г., археол. 1983 р.                                                                                            | Вис. 1,0 м                                                                   | -<<-                          | №975 від 18.09.97р.                    |                                                                               |  |
| 40.   | 618 | с. Хотімля, за 2 км на півд від села | Поселення багатошарове: доби бронзи, скіфського часу та салтівської культури. Кін. II тис. до н.е., VI-IV ст. до н.е., VIII-X ст.                                           | Костюченко І.П., археол.1950р.                                                                                             | Площа не встановлена                                                         | -<<-                          | №61 від 25.01.72р.                     | 50 м.№ 197 від 16.04.84р.                                                     |  |
| 41.   | 1933 | с. Хотімля | Кургани. 11.III тис. до н.е. – I тис. н.е. | Багалій Д.І., історик.1905р.                                                                                               | Вис. 0,5-1,8 м                                                               | -<<-                          | №196 від 16.04.84р.                    | 50 м.№ 197 від 16.04.84р.                                                     |  |
| 42.   | 1934 | с. Симинівка | Кургани. 3.III тис. до н.е. – I тис. н.е. | Бородулін В.Г., археол. 1983р.                                                                                             | Вис. 0,9-1,0 м                                                               | -<<-                          | -<<-                                   | 50 м.№ 197 від 16.04.84р.                                                     |  |
| 43.   | 2241 | с. Шестакове | Кургани. 10.III тис. до н.е. – I тис. н.е. | Бородулін В.Г., археол., 1983р.Ревенко В.І.,археол., 2003р.                                                                | Вис. 0,3-3,5 м                                                               | -<<-                          | №183 від 20.04.87р.                    | 50 м.№184 від 20.04.84р. (на 5 курганів)10 м. Наказ УКіТ №19 від 17.04.2005р. |  |
| 44.   | 1935 | с. Юрченкове | Кургани. 4.III тис. до н.е. – I тис. н.е. | Шрамко Б.А. та інші.1977р                                                                                                  | Вис. 0,5-1,5 м                                                               | -<<-                          | №196 від 16.04.84р.                    | 50 м.№ 197 від 16.04.84р.                                                     |  |
| 45.   | 8671-Ха | с. Охрімівка. Поселення розташоване на території с. Охрімівка по обидва боки вул. Заріччя, розташоване на надзаплавному підвищенні правого берега р. Вовча.                 | Поселення салтівської культури та козацької доби «Охрімівка» | Пеляшенко К.Ю.Окатенко В.М.2006 VIII-X ст. XVII-XVIII ст.                                                                  | Площа не встановлена                                                         | Місцева                       | Наказ МКТ від 18.02.09р. № 100/0/16-09 |                                                                               |  |
| 46.   | -- | с. Хотімля, вул. Набережна, буд. 25-Б | Поселення «Хотімля, вул. Набережна» | Окатенко В.М., Голубєва І.В., Пеляшенко К.Ю.,2008р.                                                                        | 40х50м                                                                       | Об’єкт                        | Наказ УКіТ №01 від 12.01.10р.          |                                                                               |  |
| 47.   | -- | с. Верхня Писарівка, вул. Рубіжанська, буд. 13-А. Поселення розташовано на північно-західній околиці села, північніше поселення салтівської культури «Верхня Писарівка-11». | Поселення «Верхня Писарівка-10» ІІ тис. до н.е. - поч. І тис. до н.е. | Задніков С.А.,Пеляшенко К.Ю., 2009р.                                                                                       | 120х60 м.                                                                    | Об’єкт                        | Наказ УКіТ № 233/1 від 12.07.10р.      |                                                                               |  |
| 48.   | -- | . Верхня Писарівка, вул. Рубіжанська, 13-Б. Поселення розташовано на північно-західній околиці села, південніше поселення доби бронзи «Верхня Писарівка-10».                | Поселення «Верхня Писарівка-11» VIII-Х ст. н.е. | Задніков С.А., Пеляшенко К.Ю., 2009р.                                                                                      | 50х50 м.                                                                     | Об’єкт                        | Наказ УКіТ № 233/1 від 12.07.10р.      |                                                                               |  |
| 49.   | с. Бударки. 6 курганів, розташовані на південь та на північ від села                                                                             | Кургани | Бакуменко К.І., ст. науков. співроб. ХНМЦОКС. 2004 р. III тис. до н.е. – I тис. н.е.                                                                                        | вис. 1,0-1,8 м | Об’єкт                                                                       | Наказ УКіТ №25 від 02.03.05р. |                                        |                                                                               |  |
| 50.   | с. Варварівка. 18 курганів, розташовані навколо села                                                                                             | – << – | Ревенко В.І., завідувач відділу археології ХНМЦОКС. 2004 р.III тис. до н.е. – I тис. н.е.                                                                                   | вис. 0,3-2,2 м | Об’єкт                                                                       | Наказ УКіТ №25 від 02.03.05р. |                                        |                                                                               |  |
| 51.   | с. Василівка. 6 курганів, розташовані на північ від села                                                                                         | – << – | Ревенко В.І., зав. відділу охорони пам’яток ХІМ. 2003 р.III тис. до н.е. – I тис. н.е.                                                                                      | вис. 0,7-3,0 м | Об’єкт                                                                       | Наказ УКіТ №25 від 02.03.05р. |                                        |                                                                               |  |
| 52.   | | с. Волохівське. 4 кургани, розташовані на північний схід від селища | – << – | Бакуменко К.І., ст. науков. співроб. ХНМЦОКС. 2004 р.III тис. до н.е. – I тис. н.е.                                        | вис. 0,8-1,2 м                                                               | Об’єкт                        | Наказ УКіТ №25 від 02.03.05р.          |                                                                               |  |
| 53.   | с. Миколаївка. 1 курган, розташований на північ за 1 км від села                                                                                 | Курган | – << – | вис. 0,6 м | Об’єкт                                                                       | Наказ УКіТ №25 від 02.03.05р. |                                        |                                                                               |  |
| 54.   | с. Землянки. 6 курганів, розташовані на південь від села                                                                                         | Кургани | – << – | вис. 0,5-1,5 м | Об’єкт                                                                       | Наказ УКіТ №25 від 02.03.05р. |                                        |                                                                               |  |
| 55.   | с. Лошакове. 2 кургани, розташовані на схід за 1,5 км від села                                                                                   | – << – | – << – | вис. 0,5-0,7 м | Об’єкт                                                                       | Наказ УКіТ №25 від 02.03.05р. |                                        |                                                                               |  |
| 56.   | с. Новоолександрівка. 4 кургани розташовані навколо села                                                                                         | – << – | Ревенко В.І., завідувач відділу археології ХНМЦОКС. 2004 р.III тис. до н.е. – I тис. н.е.                                                                                   | вис. 1,0-2,0 м, | Об’єкт                                                                       | Наказ УКіТ №25 від 02.03.05р. |                                        |                                                                               |  |
| 57.   | с. Петровське. 12 курганів, розташовані на південний схід та на південь від села                                                                 | – << – | Бакуменко К.І. – зав. сектору охорони пам’яток археології ХІМ. Котов Д.Ю. – м.н.с. ХІМ. 2003 р.III тис. до н.е. – I тис. н.е.                                               | вис. 0,3-2,0 м | Об’єкт                                                                       | Наказ УКіТ №25 від 02.03.05р. |                                        |                                                                               |  |
| 58.   | с. Пільна. 6 курганів, розташовані навколо села                                                                                                  | – << – | Ревенко В.І., завідувач відділу археології ХНМЦОКС. 2004 р.III тис. до н.е. – I тис. н.е.                                                                                   | вис. 0,6-2,0 м | Об’єкт                                                                       | Наказ УКіТ №25 від 02.03.05р. |                                        |                                                                               |  |
| 59.   | с. Хрипуни. 3 кургани, розташовані навколо села                                                                                                  | – << – | Бакуменко К.І., ст. науков. співроб. ХНМЦОКС. 2004 р. | вис. 1,6-2,0 м | Об’єкт                                                                       | Наказ УКіТ №25 від 02.03.05р. |                                        |                                                                               |  |
| 60.   | с. Чорняків. 2 кургани, розташовані на північ за 0,5 км від села                                                                                 | – << – | Бакуменко К.І., ст. науков. співроб. ХНМЦОКС. 2004 р.III тис. до н.е. – I тис. н.е.                                                                                         | вис. 1,0-1,2 м | Об’єкт                                                                       | Наказ УКіТ №25 від 02.03.05р. |                                        |                                                                               |  |
| 61.   | с. Шевченкове. 6 курганів, розташовані на південь за 0,5 км від села                                                                             | – << – | Бакуменко К.І. –зав. сектору охорони пам’яток археології ХІМ. 2004 р. III тис. до н.е. – I тис. н.е.                                                                        | вис. 0,7-1,0 м | Об’єкт                                                                       | Наказ УКіТ №25 від 02.03.05р. |                                        |                                                                               |  |
| 62.   | с. Шестакове. Поселення розташоване за 0,5 км на північний захід від північно-західної околиці села                                              | Поселення | Ревенко В.І., завідувач відділу археології ХНМЦОКС. 2004 р.Зрубна к.і.с., скіфський час, черняхівська культура. XV – XII ст. до н.е., VI – III ст. до н.е., III-IV ст. н.е. | 300 х 100 м | Об’єкт                                                                       | Наказ УКіТ №25 від 02.03.05р. |                                        |                                                                               |  |
| 63.   | с. Молодова. Городище, розташоване на правому березі р. Сів. Дінець за 2 км на захід від с. Хотомля та за 2 км на південний схід від с. Молодова | Хотомлянське городи-ще | Свистун Г.Є., науковий співробітник науково-дослідної археологічної лабораторії ХНПУ ім. Г.С. СковородиСалтівська культура                                                  | пл. 2,6 га | Об’єкт                                                                       | Наказ УКіТ №25 від 02.03.05р. |                                        |                                                                               |  |
| 64.   | с. Молодова. Поселення, розташоване за 2 км на захід від с. Хотомля та за 2,5 км на південний схід від с. Молодова                               | Поселення Хотомлянське | -<<- | пл. 700х500 м | Об’єкт                                                                       | Наказ УКіТ №25 від 02.03.05р. |                                        |                                                                               |  |
| 65.   | -- | вул. Терешкової, 57, м. Вовчанськ | Поселення «Вовчанськ, вул. Терешкової» | Голубєва І.В., старший науковий співробітник ДП ОАСУ «САС»,Ж 2009 р.XII — VIII ст. до н. е.                                | Розміри поселення не встановлені                                             | Об’єкт                        | Наказ УКіТ № 142 від 11.04.2011 р.     |                                                                               |  |
| 66.   | -- | вул. Набережна, с. Петрівське | Поселення «Петрівське – вул. Набережна» | Науковий співробітник ДП ОАСУ «САС» К. Ю. Пеляшенко,Науковий співробітник ДП ОАСУ «САС» С. А. Задніков, 2010 р. VIII-X ст. | 300×70                                                                       | Об’єкт                        | Наказ УКіТ № 463 від 19.12.2011 р.     |                                                                               |  |

## Джерело
Лист Харківської облдержадміністрації на запит ВМ УА від 28 березня 2012. Файли доступні на сайті конкурсу WLM.